# Нестор (Кулиш)
Нестор (в миру Василий Кулиш; 25 ноября 1925 — август 2005) — украинский религиозный деятель, Митрополит Украинской Апостольской Православной Церкви (2001—2005), иерарх УПЦ КП (1992—1998), ранее священник Русской православной церкви.

## Биография
Родился 25 ноября 1925 года в селе Песчанка Херсонской области. В 1951 году окончил Одесскую духовную семинарию. В 1954 году окончил обучение в Московской духовной академии. После принятия пресвитерского сана совершал приходское служение в Одесской епархии Русской Православной Церкви.
В 1992 году перешёл в УПЦ КП, где был пострижен в монашество. 30 октября 1992 года из Киевской епархии УПЦ КП выделена Черкасская епархия. 15 ноября 1992 года был рукоположён во епископа Черкасского и Чигиринского. В его архиерейской хиротонии принимали участие: митрополит Киевский и всея Украины Филарет (Денисенко), митрополит Переяславский и Сичеславский Антоний (Масендич) и викарий Киевской епархии епископ Белоцерковский Владимир (Романюк).
В 1994 году назначен епископом Переяслав-Хмельницким с возведением в архиепископа.
В 1994 году назначен архиепископом Одесским и Балтским УПЦ КП. Долгое время отсутствовал на кафедре и никто не знал о его местонахождении. Активную работу против митрополита Нестора проводил отлучённый иеромонах Иларион (Дамаскин), которого милиция разыскивала за участие в краже. Вообще УПЦ КП подбирала в своё лоно всех, кого исключили из других общин, или тех, кто покинул другие конфессии
20-22 октября 1995 года был участником всеукраинского православного собора, который избрал Филарета (Денисенко) новым предстоятелем УПЦ КП. Во время избрания возглавлял мандатную комиссию.
В 1997 году переведён на Переяславскую и Богуславскую епархию УПЦ КП.
19 февраля 1998 года выведен за штат УПЦ КП по причине нарушения епископской присяги. После этого проживал на покое в Феодосиевском монастыре Киева.
Будучи почислен на покой, перешёл у Московский Патриархат. В 2001 году митрополит вошёл в состав малочисленной Украинской апостольской православной церкви, где был наделён титулом «митрополита Одесского, экзарха Молдовы». Ни одного полноценного храма не имел; церковные службы проводил в частных помещениях. Некоторое время находился в Румынии, где пытался войти в клир Румынской Православной Церкви.
Согласно сайту Марка Марку, умер в августе 2005 года.